# 18. Unterseebootsflottille
La 18. Unterseebootsflottille était la 18e flottille de sous-marins allemands de la Kriegsmarine pendant la Seconde Guerre mondiale.
Formée à Hela en Pologne en janvier 1945, la flottille est placée sous le commandement du korvettenkapitän Rudolf Franzius (pt).
Bien que sa mission officielle soit celle d'un centre d'entrainement (Ausbildungsflottille) spécialisé dans les communications, les quelques U-Boote de la flottille prirent part à des combats contre la marine soviétique dans la Mer Baltique pendant ses trois mois d'existence.

## Affectations
- Janvier 1945 à mars 1945 : Hela.

## Commandement
| Nom                  | Grade            | Début        | Fin       |
| Rudolf Franzius (pt) | korvettenkapitän | Janvier 1945 | Mars 1943 |

## Unités
La flottille a reçu cinq bateax durant son service, comprenant des U-Boote de type VII C et C/41 de UA, ainsi qu'un sous-marin hollandais capturé de classe O 21.
Unités de la 18. Unterseebootsflottille:
- U-1008, U-1161, U-1162,
- U-A
- UD-4